# Битва при Аль-Анбаре
Битва при Аль-Анбаре — сражение 633 года между силами Арабского халифата и Сасанидского государства в городе Анбар.
Мусульманское войско подступило к городу, но персы предпочли затвориться за крепкими стенами. Мусульманский командующий Халид ибн Валид решил использовать своих метких лучников, и приказал им вести обстрел стен, «целясь в глаза персидских солдат». Персидский командующий Ширазад предпочёл капитулировать, и ему было позволено уйти.